# Ян Дуцький

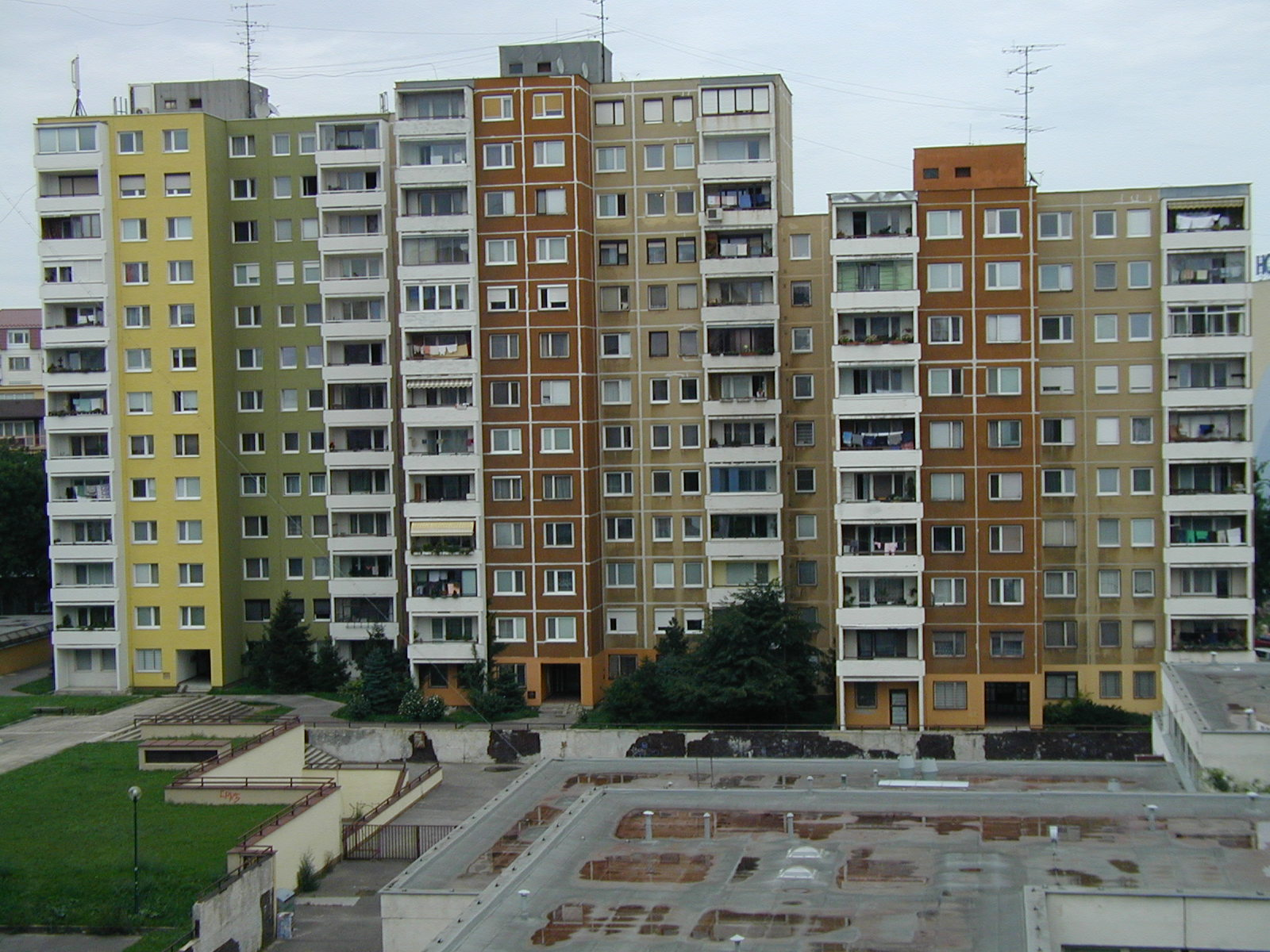
Вулиця Байзова в Братиславі, де Ян Дуцький був застрелений у під'їзді будинку, в якому жив.

Ян Дуцький (словац. Ján Ducký, 30 січня 1944, Легота-под-Втачником — 11 січня 1999, Братислава) — словацький політик, з 1989 по 1990 рік він був міністром промисловості в Словацькому уряді національного взаєморозуміння, а потім міністром економіки Словаччини у другому та третьому урядах Владимира Мечіара. Працював також директором Slovenský plynárenský priemysel. За нез'ясованих обставин його застрелили біля під'їзду його квартири в Ружинові. Це єдине вбивство колишнього високопоставленого політика в Словаччині залишається безкарним навіть через 20 років. У грудні 2020 року кримінальне переслідування єдиного підозрюваного українця Олега Т. було припинено.

## Професійна кар'єра
1967 року закінчив факультет економіки та управління промисловими підприємствами Економічного університету в Братиславі, Згодом працював у компаніях Merina Trenčín та Slovakotex Trenčín, останнім часом на посаді директора з продажу.
З 1983 по 1989 рік працював у Міністерстві промисловості Словацької Республіки на посаді директора відділу торгівлі, а потім віце-міністра.
У березні 1993 року обраний президентом Словацького промислового союзу (словац. Zväz priemyslu SR).
З 1996 року був директором Slovenský plynárenský priemysel.

## Партійна кар'єра
- До 1994 року Дуцький був членом Комуністичної партії Словаччини, після чого увійшов до Руху за демократичну Словаччину.

## Політична кар'єра
- 12 грудня 1989 — 26 червня 1990 — міністр промисловості в Уряді національного взаєморозуміння.
- 10 листопада 1993 — 15 березня 1994 — міністр економіки в другому уряді Володимира Мечіара.
- 1994 — обраний депутатом словацького парламенту від HZDS
- 13 грудня 1994 — 27 серпня 1996 — міністр економіки в третьому уряді Володимира Мечіара.

## Вбивство
Дуцького розстріляли 11 січня 1999 року близько 13:00 біля входу в панельний будинок на вулиці Байзова в Братиславі, де він жив. Його застрелили чотирма кулями калібру 7,65 мм. За словами головного слідчого МВС Ярослава Івора, вбивця чекав біля поштових скриньок першого поверху, поки Дацький з'явиться.
Поліція не знайшла замовника чи замовників вбивства, вони лише визначили, що Дуцький був застрелений, очевидно, за господарську діяльність. Лише у травні 2000 року поліція офіційно визнала, що мотив вбивства пов'язаний із переказними векселями. Дацький більше не міг свідчити про них, тому він не ставив би під загрозу їхню оплату, повідомили в поліції. За день до вбивства новий міністр економіки Людовіт Чернак публічно звинуватив Дуцького в переказному векселі на 400 мільйонів чеських крон, який він підписав незабаром після парламентських виборів (25 і 26 вересня 1998 року, на яких HZDS втратила свою виконавчу владу. Тоді Чернак пообіцяв Дацькому наслідки у вигляді кримінальних повідомлень. Дацький, ймовірно, збирався все спростувати наступного дня на власній прес-конференції.
Через кілька місяців після вбивства словацька поліція офіційно висунула обвинувачення українцю Олегу Торику (згодом Калашникову), який так і не повернувся до Словаччини з рідної України, тому справу передали Україні в 2001 році.
На початку 2007 року словацька прокуратура знову пред'явила Олегу (який тим часом змінив прізвище) обвинувачення у вбивстві, але не змогла встановити його місцезнаходження.
У 2019 році в Україні повідомляли, що «матеріали кримінального провадження готуються для повернення до компетентних органів Словацької Республіки».
5 лютого 2019 року українська сторона повернула матеріали суду разом із ухвалою слідчого від грудня 2018 року, яка зупинила провадження на підставі того, що діяння мало місце на території Словаччини, причетність Олега К. Т. не доведена та відсутні ознаки злочину.
12 вересня 2019 року районний суд Братислави I все ще не міг розглядати справу про вбивство, оскільки рішення українських правоохоронних органів припинити справу та повернути її Словаччині ще переводиться. «Офіційний переклад до суду ще не надано», – сказав Павол Адамчяк, речник обласного суду.
У грудні 2020 року Сенат крайового суду Братислави на закритому засіданні зупинив кримінальне переслідування Олега Т., звинуваченого у вбивстві екс-міністра.